# قرار مجلس الأمن التابع للأمم المتحدة رقم 1721
قرار مجلس الأمن التابع للأمم المتحدة رقم 1721، الذي تم تبنيه بالإجماع في 1 نوفمبر 2006، بعد التذكير بالقرارات السابقة بشأن الوضع في كوت ديفوار (ساحل العاج)، مدد المجلس التفويضات الانتقالية للرئيس لوران غباغبو ورئيس الوزراء تشارلز كونان باني لمدة لا تزيد عن عام.
على الرغم من إصدار القرار 1721، أعلن الرئيس غباغبو عن نيته عدم تنفيذه لأنه «ينتهك» جوانب من القانون الإيفواري؛  تم تحييد محاولات رئيس الوزراء باني لتنفيذ القرار من قبل غباغبو.

## القرار

### أعمال
وإذ يتصرف بموجب الفصل السابع من ميثاق الأمم المتحدة، أقر المجلس باستحالة إجراء انتخابات بحلول 31 أكتوبر / تشرين الأول 2006. وأيد قرار مجلس السلام والأمن التابع للاتحاد الأفريقي تمديد الفترتين الانتقاليتين لغباغبو وباني لمدة لا تتجاوز اثني عشر شهرا. لم يستطع رئيس الوزراء الترشح في الانتخابات،  وكان عليه تنفيذ الاتفاقات التي تم التوصل إليها، وعلى وجه الخصوص:
- تنفيذ برنامج نزع السلاح والتسريح وإعادة الإدماج؛
- تسجيل الناخبين؛
- نزع سلاح الميليشيات وحلها؛
- استعادة سلطة الدولة في جميع أنحاء البلاد؛
- الاستعدادات الفنية للانتخابات؛
- إجراء إصلاحات في الجيش.

وطالب القرار جميع الأطراف الإيفوارية بإنهاء كل التحريض على الكراهية والعنف من خلال وسائل الإعلام المرئية، أو العنف بشكل عام. كما كان عليهم ضمان حرية التنقل وسلامة المواطنين الإيفواريين في جميع أنحاء البلاد.
وفي الوقت نفسه، جددت ولاية الممثل السامي للانتخابات من القرار 1603 (2005) لمدة اثني عشر شهرًا. وقد شجع الاتحاد الأفريقي الممثل على القيام بدور أكبر في حل النزاعات المتعلقة بالانتخابات، وبالتالي فهو السلطة الوحيدة المخولة بالتدخل لحل المشاكل والتصديق على مراحل العملية الانتخابية.
وفي غضون ذلك، طُلب من عملية الأمم المتحدة في كوت ديفوار توفير الحماية لموظفي الأمم المتحدة. وحث جميع البلدان على منع نقل الجماعات المسلحة أو الأسلحة إلى كوت ديفوار. وأخيرا، اختتم المجلس بالتأكيد على مسؤولية جميع الأطراف الإيفوارية عن تنفيذ عملية السلام.

## روابط خارجية
- نص القرار في undocs.org